# Bengal
Bengal är en korthårig kattras som ursprungligen började som en hybrid mellan tamkatt och leopardkatt. De bengalkatter man har som sällskapsdjur är dock helt tama och tillräckligt många generationer från leopardkatten för att inte räknas som hybrider i Sverige, trots att de ser ut som små leoparder, med fläckig (spotted) eller marmorerad (marble) päls. Uppfödningen startade i USA på 1960-talet av Jean Sugden Mill. Hon fick en oplanerad parning mellan en leopardkatt och en tamkatt, men inga av dessa avkommor gick vidare i någon avel. Runt 1980 fick hon överta flera hybridkatter från Loma Linda-universitetet i Kalifornien. Man hade använt dessa katter för forskning i kattsjukdomen leukos. Dessa hybridkatter parades med prickiga katter och egyptisk mau. Fjärde generationen blev bengal-katten. 1991 godkändes rasen av TICA och 1999 av SVERAK och FIFe.

## Utseende
Bengalen ska likna den vilda asiatiska leopardkatten. Den ska ha lång och muskulös kropp och bakbenen är något längre än frambenen. Öronen ska vara små till medelstora och ha väl rundad topp. Ögonen ska vara stora, nästan runda till svagt ovala. Pälsen är spotted (prickig/fläckig) eller marble (marmorerad).

## Temperament

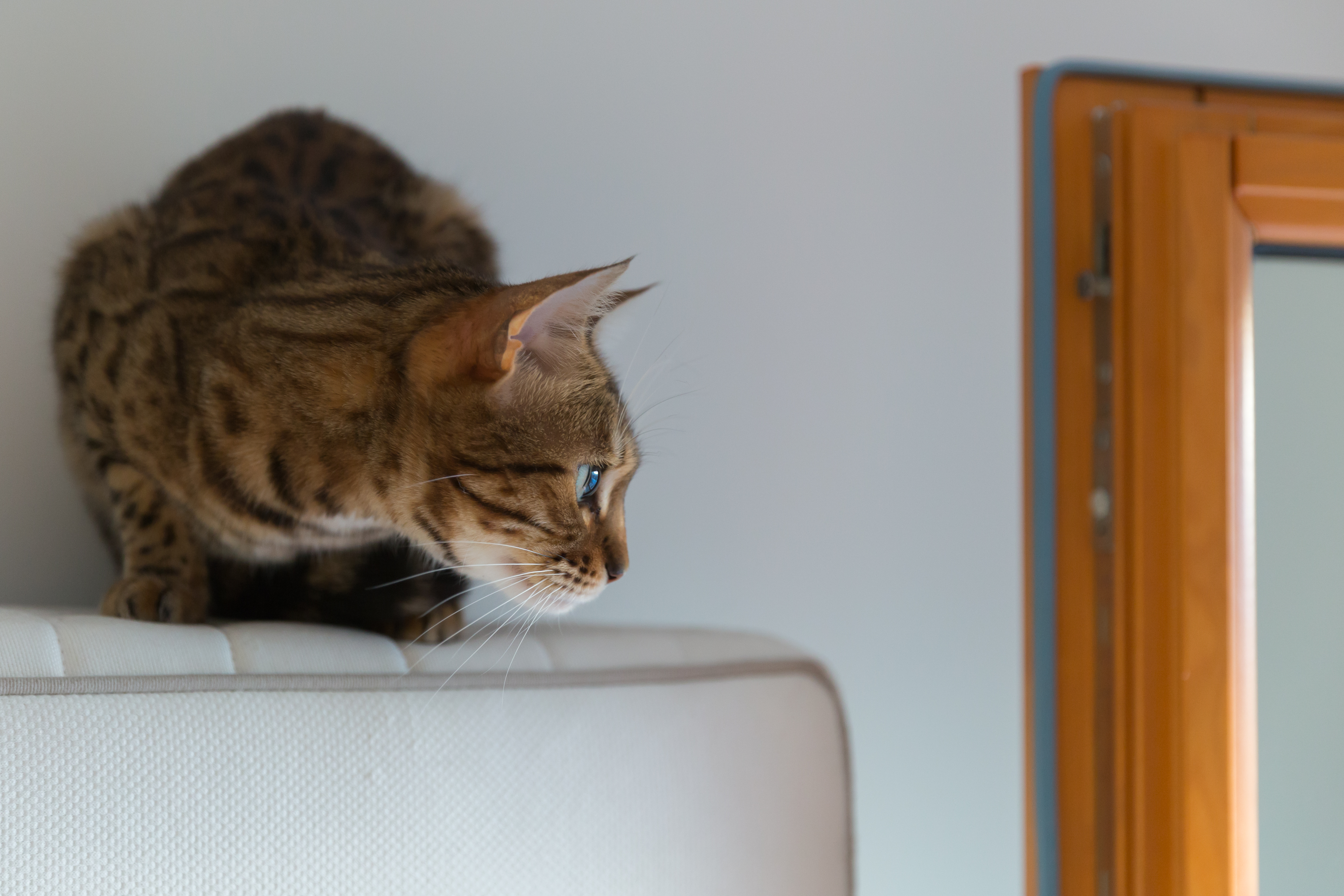

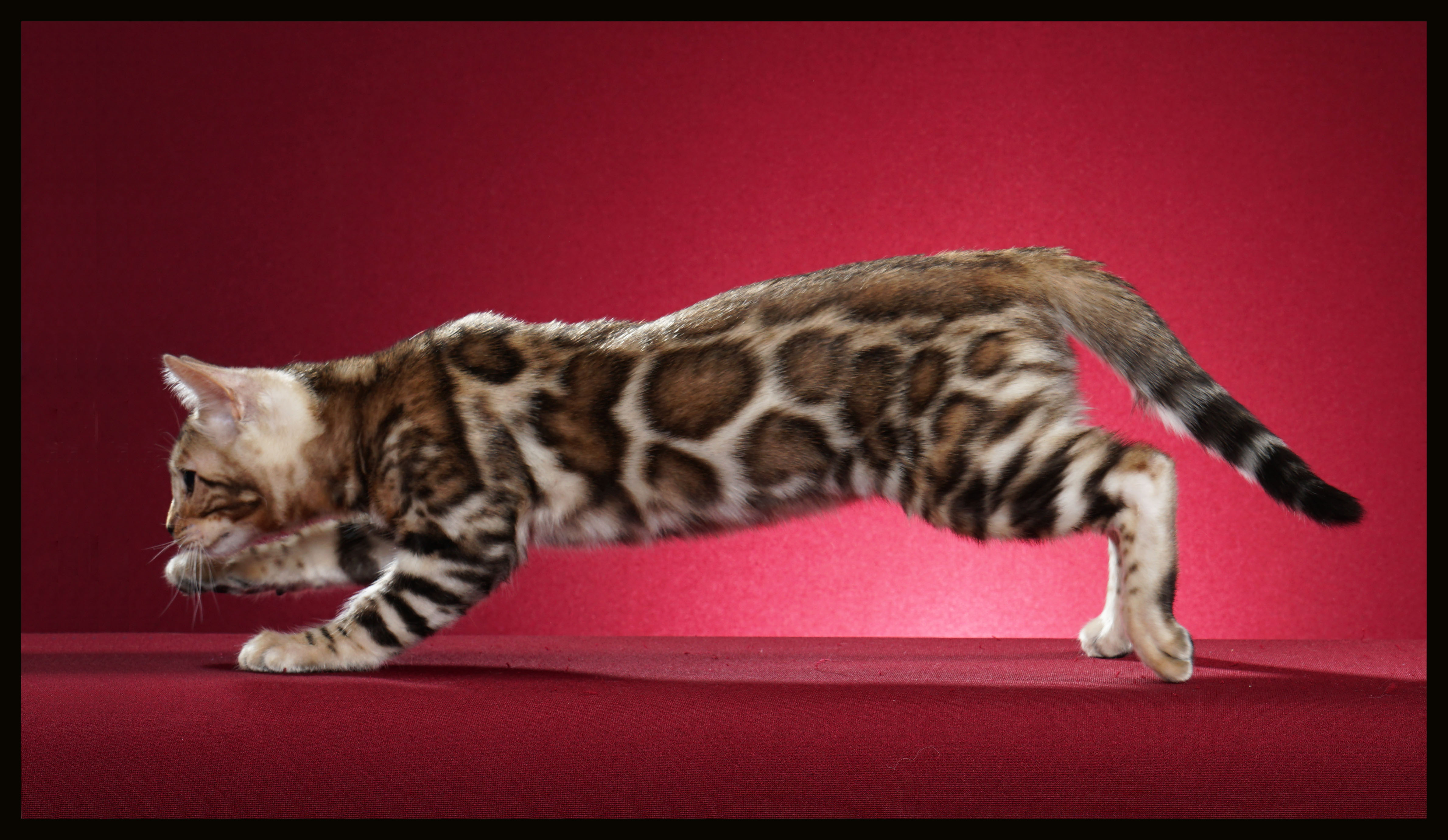
En brun Bengal som smyger.

Bengalen brukar beskrivas som livlig och alert. Den är social och självständig. De flesta bengaler vill gärna ha en kamrat. Den gillar att klättra och många har inget emot att leka med vatten eller till och med att bada. Den kan låta rätt mycket när den vill, oftast "skriker" den.